# Campus Roslagen

Campus Roslagen är ett utbildnings- och företagsområde i Norrtälje.
Ca 350 studenter bor på Campus Roslagen. Där finns även utbildningslokaler, bibliotek, kårhus, restauranger, gym och sporthall.
Utbildningsinstitutioner på Campus Roslagen är bland annat Högskolan i Gävle, Luleås tekniska universitet,  Karlstads universitet, Svenskt Centrum för Optometri, Travel Education Centre samt Norrtäljes kommunala vuxenutbildning med Lärcentrum Norrtälje.
Området Campus Roslagen utvecklas och förvaltas av företaget Campus Roslagen AB, som är helägt av Norrtälje kommun.